# Рэмзи, Тор
Тор Рэ́мзи (англ. Tor Ramsey, 28 января 1967 года, Шелби, Северная Каролина, США) — американский режиссёр, продюсер, сценарист.

## Биография
Окончил государственный университет Северной Каролины, где он был менеджером в мужской сборной по баскетболу под руководством легендарного тренера Джима Валвано. 
Затем обнаружил в себе тягу к сочинительству. Стиль Рэмзи характеризуется американскими критиками как свежее течение в современной литературе, которое объединяет в себе черты иностранных комедий фарса, пародии и идеи Стэна Фреберга и «Субботним вечером в прямом эфире». 
Рэмзи получил диплом режиссёра и сценариста в Университете Нью-Йорка до того, как он подписал контракт с несколькими литературными агентствами на написание нескольких сценариев, которые никогда не продавались. 
В 1995 году Рэмзи откинув книгу с правилами написал сценарий для фильма, основанного на своей собственной жизни и своих переживаниях, который он назвал "Городские легенды". После переезда в Лос-Анджелес, вскоре после снятия фильма, Рэмзи собрал волю в кулак и выдал 30-минутный эпизод, который вскоре стал сюжетом для "The White Chick and The Haole Crew". в 2000 Рэмзи заработал своё вторичное призвание как режиссёр картины "Дети живых мертвецов", в которой он учит, как выжить, когда выхода, казалось бы, нет. "Дети" были выпущены Артизан Интертеймент в октябре 2001. Рэмси полагает, что он первый писатель, ставший сценаристом, а затем и режиссёром - именно в таком порядке. 
Он в настоящее время работает над многосерийным фильмом под названием "Мертвый Мичиган" и новой картиной о мошеннике, которого зовут Джипис Трампс — Отмычка.

## Фильмография
Режиссёр
- Dangling Conversation, The
- Дети живых мертвецов
- Urban Mythology (2000)

Сценарист
- Dangling Conversation, The
- Urban Mythology (2000)

Продюсер
- Urban Mythology (2000)